# Rotjà
La Rotjà, de vegades anomenada Ribera de Saorra, principalment a partir del poble d'aquest nom, o Ribera de Fullà, en aquest darrer terme comunal, és un riu de la comarca del Conflent, a la Catalunya del Nord, que neix en el terme de Pi de Conflent i discorre posteriorment pels de Saorra i Fullà. S'aboca en la Tet a l'extrem nord-est del terme comunal de Serdinyà.

## Terme de Pi de Conflent
Tot el terme comunal de Pi de Conflent forma la capçalera de formació de la Rotjà, tant del curs principal d'aquest nom, com de tots els seus afluents de capçalera. La Rotjà neix a les Fonts de la Rotjà, situades en el vessant nord de la Mort de l'Escolà i al nord-oest de la Portella de Rotjà, al lloc més meridional del terme de Pi de Conflent, al sud-oest del terme comunal. Es tracta del lloc anomenat les Conques de la Portella de Rotjà, que són complementades poc més endavant per les Conques del Salt dels Cans, les Conques del Mig i les Conques de Garravera. Des de totes elles aflueixen en la Rotjà, just en el seu primer tram, tot de torrents de muntanya, sovint de curt recorregut, però força desnivell.
Des d'aquell lloc, i de forma molt sinuosa, s'adreça cap al nord, en algun tram decantant-se cap al nord-est, però després tornant a la direcció principal cap al nord. Així, passa per Prat Barrat, després pels Clots, on hi ha dos refugis de muntanya, Calibet, el Pas de la Llosa, Tossol i el Pas de Rotjà, on rep per la dreta el primer afluent significatiu: la Ribera del Solà del Pomer, que hi aporta el Còrrec de la Collada Verda. Al nord del Pas de Rotjà rep per l'esquerra el Còrrec de Pomerola, que hi aporta el Còrrec del Solà de les Descàrregues, el del Novallet i el dels Orriets. Després, per la dreta, el Còrrec de Palfic, i per l'esquerra, el del Clot d'en Vila. Més al nord, després de rebre alguns petits còrrecs més, rep per la dreta el Rec de les Saletes, que reuneix la Ribera de la Secallosa, el Còrrec del Solà del Tiroi, el Còrrec d'en Felip i el Còrrec del Clot dels Llops. Més al nord, i ja a prop del poble de Pi de Conflent, ara per l'esquerra rep el Còrrec del Solà de Balaguer, i tot seguit, pel mateix costat, el Comall de Batxillet. Just al sud del poble rep també per l'esquerra el Torrent del Bac i de seguida el Torrent de Campelles, que és el que passa pels peus del poble i defineix tota la vall de ponent del terme. Aquest torrent aporta els còrrecs de l'Ortigat, de Rata Negada, de Cantallops, amb la Torrentera de Moscalló a la capçalera, de la Gota, del Roig, de l'Estalella, del Bosc, el Torrent de la Moixera i, ja a l'estrem occidental del poble, el Còrrec de l'Orri i del Carbassó, que s'uneixen poc abans.
Al nord-est del poble arriba per l'esquerra a la Rotjà el Còrrec de Tres Estelles, amb el Comall de la Palla, que ve del Veïnat. Continuant cap al nord, rep per la dreta el Còrrec de Bareu, de llarg recorregut, la vall del qual marca tot el secor nord-est del territori de Pi de Conflent. Aquest còrrec es forma en el vessant nord-oest del Pic de Donapà, i al llarg del seu recorregut recull tot de petits còrrecs i el Torrent Fosc. A prop del termenal amb Saorra arriba a la Rotjà per la dreta el Torrent de Tonet, i tot seguit, ran de termenal comunal, per l'esquerra el Còrrec del Bac del Rodon. Tot seguit el riu abandona el terme de Pi de Conflent per tal d'entrar en el de Saorra.

## Terme de Saorra
La Rotjà travessa el terme de Saorra de sud a nord, sempre amb un curs molt sinuós. Hi entra pel Gorg de l'Infern, i de seguida rep per l'esquerra el Còrrec de Barballeixa i al cap d'un bon tros, pel mateix costat, el Còrrec de Carners i al cap de poc tros, ara per la dreta, el Còrrec de Marquirols. Poc després, i ja a l'extrem meridional del poble de Saorra, rep per l'esquerra el Còrrec dels Ulls, anomenat del Teixó en la seva part alta. A mig poble arriba per l'esquerra, procedent de Torèn, el Còrrec de l'Agal, i després, ja al sector nord de Saorra, per la dreta el Còrrec de la Falguerosa, amb els de Corts i de les Basses, on hi ha el Salt de l'Aigua. Més al nord rep alhora per la dreta el Còrrec de Falguers i per l'esquerra el de l'Arbetar, o de Planesa, i després de la partida de les Comes rep per la dreta el Còrrec d'en Pauló i per l'esquerra el de Lassada i de Restrenyines o, simplement, de Restrenyines. Aquests dos darrers còrrecs fan de termenal entre Saorra i Fullà.

## Terme de Fullà

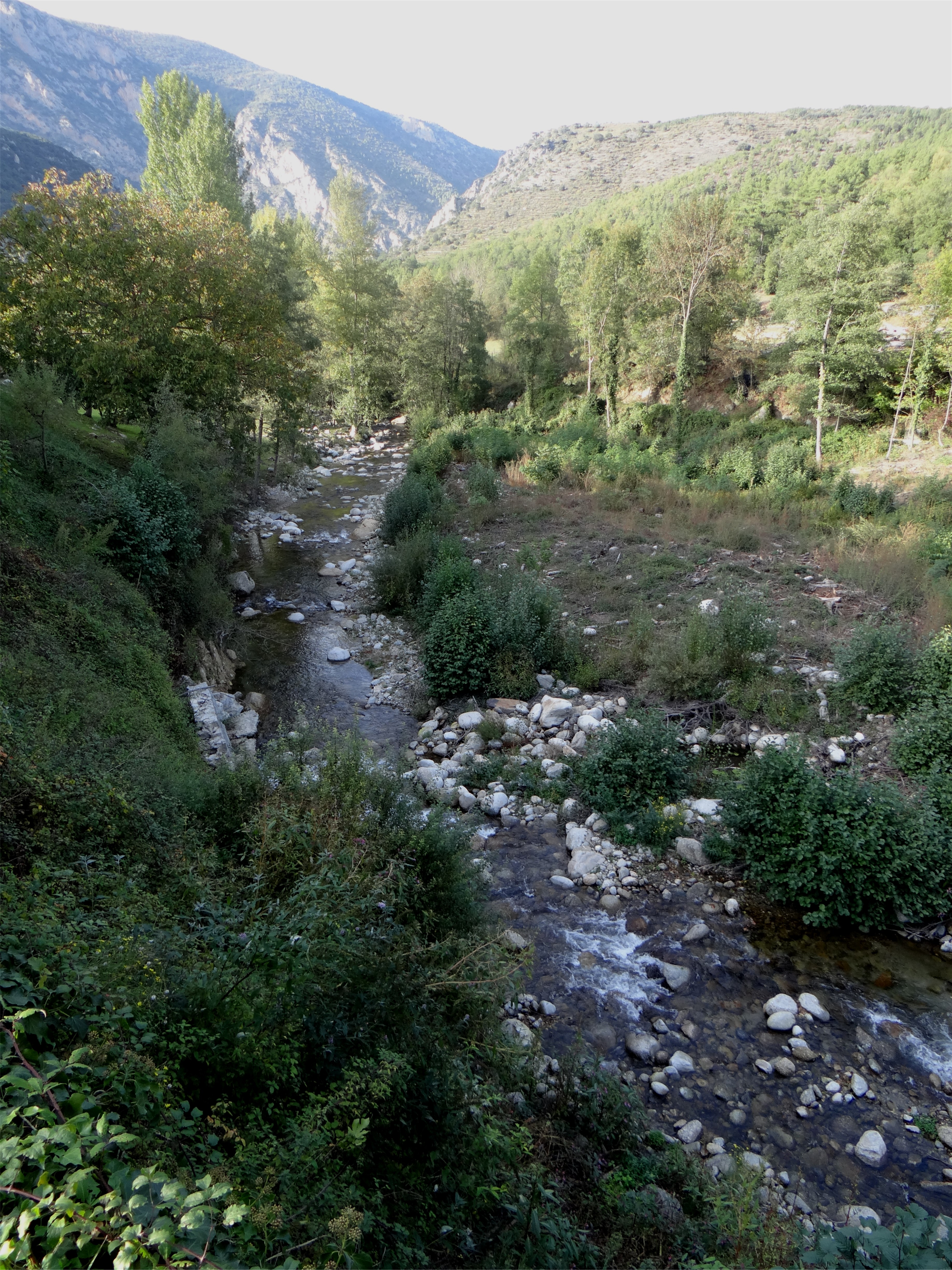
La Rotjà, a Fullà

El curs de la Rotjà pel terme de Fullà és molt ajustat a llevant de la vall, lloc on el pendent cap a la carena és molt accentuat, i a penes hi ha afluents per la dreta. Tot just els còrrecs d'en Pauló i de Benissac a l'extrem meridional i el Còrrec Saliner a prop del septentrional, just al nord del Veïnat de Baix.
En canvi, la part occidental de la vall és considerablement menys costeruda, amb un pendent més graudal, i en provenen tot de còrrecs que aflueixen en la Rotjà al llarg del terme de Fullà: el Còrrec de Lassada i de Restrenyines, el dels Solans, o del Mas Guiter, amb els de Gilamoi i de l'Artiga del Doctor entre el Veïnat d'Amunt i el Veïnat del Mig, el Còrrec de les Cabanes, abans, de la Cabana, que flueix al costat de ponent dels veïnats del Mig i de Baix i s'aboca en la Rotjà al nord del Veïnat de Baix, i hi aporta també els còrrecs de les Cabanasses, o de les Cabans, abans de Pacull, del Bosc de Ramonet, de Tirallongues, de la Vinya Grossa, del Bac, de les Pinoses, de la Mola, o de Maurí, i de la Gavatxa. En el darrer tram pel nord del terme de Fullà discorren paral·lels a la Rotjà els recs de Boera i del Molí, un a cada banda.

## Terme de Serdinyà
La Rotjà a penes trepitja el terme de Serdinyà: tot just el seu extrem nord-est; però és just l'indret on el riu desemboca en la Tet, a llevant del Mas Pi.